# Pterolophia pseudapicata
Pterolophia pseudapicata är en skalbaggsart som beskrevs av Stefan von Breuning 1961. Pterolophia pseudapicata ingår i släktet Pterolophia och familjen långhorningar. Inga underarter finns listade i Catalogue of Life.